# Perilitus nigrogaster
Perilitus nigrogaster är en stekelart som först beskrevs av Charles Thomas Brues 1926.  Perilitus nigrogaster ingår i släktet Perilitus och familjen bracksteklar. Inga underarter finns listade i Catalogue of Life.